# Samsung Galaxy Xcover
Samsung Galaxy Xcover er en mobiltelefon fra Samsung Electronics, der udkom på det danske marked i 2012. 
Ifølge Samsung er det den mest robuste telefon i verden. Den fås i grå eller orange med 150 mb. 0.8 GHz processor 512 mb RAM. Den kan tåle at komme i vand og kan også fotografere der med sit 3 mp må store kamera. Den kørende styresystemet Android 2.3. 
| Telefon | Spire Denne artikel om (mobil-)telefoner og telefoni er en spire som bør udbygges. Du er velkommen til at hjælpe Wikipedia ved at udvide den. |